# Філевський Іоанн Іоанович
Іоанн Іоаннович Філевський (30 липня 1865, слобода Муравська, Харківська губернія — не раніше 1927, Харків) — протоієрей, професор Харківського університету, духовний публіцист, історик Церкви, діяч обновленства, обновленський протопресвітер.

## Біографія
Народився в 1865, зі старого українського слобожанського роду. З дитинства, під впливом матері, виявив інтерес до Церкви і духовного життя. Здобув початкову освіту в земській народній школі; послідовно закінчив Харківське духовне училище, семінарію (зі срібною медаллю), Київську духовну академію, де відзначався серед найкращих учнів.
З 1890 займався навчально-педагогічною діяльністю — викладав загальну цивільну історію і арифметику в Київському жіночому училищі Духовного відомства Імператриці Марії (1890—1891), законовчитель 3-ї Харківської гімназії і жіночої гімназії Д. Д. Оболенської (1891—1896, одночасно зарахований до духовенства Успенського кафедрального собору), з 1893 — законовчитель Харківського комерційного училища Імператора Олександра III і настоятеля храму нерукотворного Образу Господня при ньому. У 1893 був обраний членом правління Харківського духовного училища, з 1902 — увійшов до ради єпархіального училища.
Учасник Релігійно-філософських зборів в Петербурзі 1901—1902, друг В. В. Розанова.
З 1902 р. учасник Харківського історико-філологічного товариства, член комісії з підготовки і проведення XII Археологічного з'їзду в Харкові.
І. Филевський став ініціатором створення в Харкові релігійно-освітнього товариства, написав проект його статуту; виступив одним з організаторів духовно-моральних читань, і сам, з успіхом, вів їх на товарній станції і в залізничних майстернях.
28 жовтня 1902 І. І. Філевський у Київській духовній академії захистив магістерську дисертацію «Вчення Православної Церкви про Священний Переказ: апологетичне дослідження»; опонентами виступили професори П. І. Ліницький, О. І. Булгаков і Ф. С. Орнатський. Дисертація була опублікована окремим виданням. Робота була удостоєна почесного відгуку навчального комітету при Св. Синоді і схвалена митрополитом Антонієм.
Готуючись до початку академічної діяльності, в 1903 о. Іоанн здійснив поїздку до країн Європи, метою якої був Рим. Там він оглянув і вивчив пам'ятники християнського мистецтва старовини, передусім знамениті римські катакомби.
З 1904 — приват-доцент кафедри історії Церкви історико-філологічного факультету Імператорського Харківського університету.
У 1905 був редактором і видавцем «Церковної газети». Навколо «Церковної газети» та Іоана Філевського сформувався гурток «прогресивно налаштованого» духовенства.
У роки Першої російської революції був відмічений як учасник ряду резонансних інцидентів. У жовтні 1905 р. на з'їзді благочинних єпархії І. Філевський відстоював інтереси харківських семінаристів, що оголосили страйк, рішуче виступав проти репресивних заходів, що пропонувалися ректором. Підбадьорені захистом семінаристи незабаром плеснули кислотою в обличчя інспекторові семінарії.
На початку 1906 виступив, спільно з групою харківських священиків, з колективним листом «Голос священика про страту і про вбивство як засіб політичної боротьби», опублікованим в кадетській газеті «Хвиля» («Волна») 1 січня 1906. Приводом для виступу на підтримку популярної ідеї відміни страти став захист підлітка, який смертельно поранив пристава 4-го поліцейського відділка Харкова В. Є. Колтуновського. Оскільки страта злочинцеві не погрожувала через його малоліття, лист священиків був частиною провокаційної кампанії, спрямованої на дискредитацію державного ладу.
У 1906 представляючи церковне «обновленство», що народжувалося, балотувався, але не був обраний, на виборах до Державної Ради від духовенства Харківської єпархії, де конкурував з депутатом від правих — професором протоієреєм Т. И. Буткевичем.
З 1907 І. Філевський викладав університетський курс богослов'я, з 19 листопада 1908 — вже як обраний Радою університету професор.
У 1909 в інформації МВС згадувався серед нелояльної професури, що відрізнялася украй лівим напрямом.
У 1917 взяв активну участь в церковно-політичному житті, будучи ідейним лідером обновленства, що формувалося, і автокефального руху в Харківської єпархії.
Зі встановленням радянської влади в Україні отримав популярність як яскравий лідер обновленства. Як член групи «Жива церква» організовував «двадцятку» для передачі обновленцям Іоанно-Усекновенського храму в Харкові.
У лютому 1920, як доктор богослов'я і протоієрей, виступав доповідачем і почесним головою Єпархіального з'їзду духовенства і мирян. (З'їзд ухвалив рішення просити радянську владу про висилку з України «звільнених на спокій» ієрархів, що опираються обновленству, — архієпископа Харківського Нафанаїла і єпископа Старобельского Павла, — а також про звільнення ряду священиків міста, що не сприймали обновленства).
Як протопресвітер України професор І. Філевський був обраний до числа почесних членів президії «Другого Помєстного Всеросійського Собору» обновленців, що відбулося 2 — 8 травня 1923 в Москві. І. Філевський робив доповідь про автокефалію Української церкви.
Остання відома публікація І. Філевського датується 1927 роком.

## Роботи
Творчість І. І. Філевського являє собою приклад ідейної еволюції частини кліра Російської Православної Церкви на рубежі XIX—XX ст., що зближувала його з ліволіберальною інтелігенцією і готувала обновленський розкол 1920-х рр.

### 1890-ті— 1910-ті рр.
У харківських газетах «Южный Край», «Харьковские ведомости», «Мирный труд» в 1890-ті — 1910-ті рр. були опубліковані десятки статей, заміток, слів і проповідей, що торкалися актуальних соціальних проблем — пияцтва і проституції, шлюбу і моральності. У роки російсько-японської війни 1904—1905 рр. — теми патріотизму і любові до Вітчизни.
На рубежі століть з позицій Православної Церкви на сторінках «Веры и Церкви», «Странника», «Миссионерского обозрения» вступив в полеміку з діячами мистецтва російського Срібного віку (Розановим, Меньшиковым, Мережковським, Мінським та ін.). Аналізував нові «віяння» в російській культурі і мистецтві к. XIX — нач. XX ст.
У 1892 р. в статті «З приводу літературного толку про графа Л. М. Толстого» з православних апологетичних позицій полемізував з тими, хто отримав широкий резонанс спробами зрівняти Христа з філософами античності і розглядати християнство лише як одну з етико-філософських конструкцій давнини. Викривав неправдиве розуміння християнства, і православ'я зокрема, як основу богемного «богошукацтваи» початку XX століття.
У 1902 р. під враженням від участі в Релігійно-філософських зборах в Петербурзі опублікував три «релігійно-філософські листи»: «Про дух і плоть» — на статтю Д. С. Мережковського в журналі «Мир искусства» за 1902 р. «Л. Толстой і Достоєвський»: Християнська релігія і культура" — на статтю М. Мінського «Філософські розмови» в тому ж журналі; і, нарешті, «Про відношення до життя і смерті в язичництві і християнстві», — де дав узагальнений аналіз фундаментальних відмінностей між християнським і древньо-язичницьким світами, і вказував на штучність і небезпеку побудови синтетичних неоязицьких світоглядних систем на основі неправдивого «перетлумачення» християнства.
У 1904 р. в статті «З приводу картини І. Ю..Репіна „Йди за Мною, сатано“ на XXXII передвижницькій виставці» дав мистецтвознавчий і ідейний аналіз цього твору. Картина Ріпина виступає тут як одна з варіацій і продовжень антихристиянського осмислення образу Спасителя в мистецтві модерну. Зразком тут служила картина німецького художника Макса Клінгера «Христос на Олімпі» (1897 р.). Розкривши амбітну, але досить поверхневу символіку створеної композиції Репіным, автор відмічає, що Ріпин дає утрируваний погляд на ідеали християнського духовного аскетизму. Мимоволі трохи відкриваючи свій «дуалістичний, сектантський, маніхейський» погляд на природу жінки як символу і джерела зла, Ріпин побічно намагається протиставити перевагу «аскетичної простоти» квазінародного вигляду графа Л. Н. Толстого над євангельською тілесною убозтвом.
У області церковної історії, і церковній історії рідного краю, взяв участь в складанні нарисів «Харківські архіпастирі» до столітнього ювілею єпархії.
У 1896 р. опублікував велику богословську роботу «Вчення св. Вікентія Ліринського: виклад і порівняно-історична оцінка цього вчення по Commonitorium 'у», основні положення якої опублікував журнал «Странник» в 1896—1897 рр.
Удостоєна позитивних відгуків магістерська дисертація І. І. Філевського «Вчення Православної Церкви про Священний Переказ: апологетичне дослідження», по зробленому в 1908 р. зауваженню дослідника Священного Переказу П. П. Пономаріва, була єдиною на той час російською працею, спеціально присвяченою цьому предмету. Темою роботи була розробка гносеологічних норм релігійної віри і, на їх базі, методологічних основ для розвитку цілісної системи богословських знань про віру.
Полемічно, робота мала за мету апологетичний захист вчення Церкви перед сектами, супротивними православ'ю з позицій протестантизму. «Питання про Переказ у антицерковному сектантстві — це важкий камінь спотикання і камінь спокуси. Уся єресь, так або інакше, відкидала догматичний пріоритет церковно-релігійного переказу» — відмічав о. І. Філевський в промові перед захистом дисертації. Наприкінці XIX — початку XX ст. Харківська губернія, як і Україна в цілому, були місцем активної експансії «народних» протестантських сект. Безумовний науковий успіх, широке визнання робіт стали стимулом академічної кар'єри І. Філевського.
У 1908 р. І. Філевський опублікував дві короткі роботи, присвячені проблемам стосунків інтелігенції і християнського віровчення: «Культ науки і християнська релігія: (З приводу книги проф. І. І. Мечникова „Етюди про природу людини“)» і «Слово про союз між вірою і наукою»; останнє було вимовлене в університетській церкві 17 січня 1908 р. Вказуючи на ключову роль Церкви в становленні європейської культури і науки, І. Філевський висловлював свою переконаність в тому, що наука і культурний прогрес не суперечать догматам православного християнства. Навпаки, сама культура і наука дали і неминуче дадуть тих, що в майбутньому багато прямо підкріплюють істину віри положень.

### 1905—1916рр.
Роки Першої російської революції позначили поворотний момент в діяльності І. І. Філевського, позначивши наростаюче зближення його поглядів з ліволіберальною ідеологією кадетського толку.
У серії публікацій в «Церковній газеті» в 1906 р. він ратує за «ідейно-релігійне» примирення Церкві і «суспільства» заради досягнення духовного оновлення останнього, і його перелаштування на началах «соборності». Побічно констатуючи наявність розколу в суспільній свідомості, провину за його виникнення І. Філевський покладав на державу і на Церкву. Картина сучасності бачилася І. Філевському в похмурих тонах. Церква серйозно постраждала від свого закріпачення державою, від цезарепапізму і бюрократичної опіки над нею. Церква відірвана від народу і не виражає його релігійні ідеали і духовні потреби. Церква не відповідає запитам сучасності. Замість «соборності» і «духовного розкріпачення», в православ'ї переважає «чернечий колорит». Як наслідок, в православ'ї розроблені питання особистого порятунку, але абсолютно не бралися до уваги питання «культурно-громадської творчості».
І. Філевський побачив «класову боротьбу» між вищим чорним духовенством і нижчим духовенством білим. Саме «панування ченців» нібито привело до розподілу на ієрархів і мирян, відсутності автономних приходів, фанатизму місії і місіонерів. Шлях до ідейно-релігійного примирення церкви і «прогресивної громадськості» лежав через проведення реформ на началах «соборності» в усіх сферах життя Церкви.
Рішуче критикуючи прибічників відновлення патріаршества в Росії, І. Філевський протиставляв соборний початок «централізації», бюрократичному, втіленням якого нібито є патріаршество. До проблеми відновлення патріаршества І. Філевський підходив з соціологічної точки зору, убачаючи в нім не більш як соціально-політичний інститут, що історично сформувався і характерний для певної епохи, схожий з монархією. Цей підхід гармоніював з позитивіським соціологізмом ліберально налагоджених істориків Харківського університету; і фактично виявляв собою розгортання кадетської ідеології звільнення суспільства в застосуванні до Церкви.
Звідси слідувала ідея відповідності пристрою Церкві будую суспільства і держави. Прийдешня громадянська свобода повинна гармонійно злитися з церковною соборністю. Церковне управління має бути перетворене «від верху до низу». Духовенство має бути «розкріпачене», а пристрій Церкви перетворений на демократичних началах соборного самоврядування. З цих позицій И. Філевський піддавав критиці присвячений проблемі відновлення патріаршества доповідь архієпископа Антонія (Храповицького) на засіданні Особої передсоборної присутності 1 червня 1906 р.
Сучасний йому історичний час бачився І. Філевському часом переломним, епохою, коли відбувається перетворення людства. Своїм завданням як пастиря, о. І. Філевський вважав благословіння культурного прогресу і узгодження його ідей з ідеями християнськими. Контекст робіт о. І. Філевського говорить про те, що узгодження це мало односторонній характер і прив'язувало християнське віровчення до політичних доктрин кадетського толку.

### 1917— 1920-ті рр.
Розвинуті в роки першої революції ідеї І. Філевський продовжив відстоювати в 1917. У своїй статті «Що раніше: Собор або Засновницькі Збори»? він знову, і в ще більш послідовній формі, проводить курс «Церковної газети». Вимагає «демократизація Церкви», відстоює принцип виборності духовенства, «соборності», критично відзивається про інститути консисторії і благочинних, висловлюється за «розкріпачення духовенства», різко засуджує положення, при якому «ченці як і раніше управляють церквою». А для інституту патріаршества, що відроджувався, використовує модне визначення «контрреволюції» в Церкві.
І. Філевський рішуче виступав проти проведення Помісного Собору до скликання Установчих Зборів, оскільки рішення Собору могли не відповідати виробленим цим політичним форумом принципам державного будівництва.
Статті літа 1917 р. представляють о. І. Філевського як лідера обновленства, що цілком сформувався, в Харківській єпархії. Також, в його поглядах проявляється ясний автокефалистский мотив. Він вказує на неприйнятність невідповідності митрополій державним і етнічним кордонам суб'єктів майбутньої Російської федерації: «Наша Україна не визнає цього ділення: вона, забезпечуючи свої національні права і державний устрій, вимагатиме церковної автокефалії і повної автономності». Оголошена І. Філевським доповідь «Православна суть і ідеологічна цінність „Живої Церкви“, автокефалія православ'я» (1920 р.) стала вираженням фундаментальних ідей обновленського руху в Україні. Як і раніше, свої твердження І. Філевський засновував на викритті єресі цезарепапізму — «протиприродного союзу і підпорядкування церкви державі», що вело до кризових процесів в Російській Православній Церкві XVIII — нач.XX століть.
Старообрядність і сектантство, суперечку західників і слов'янофілів трактуються їм як такі, що розвиваються на ґрунті протесту, що «ніколи не припинявся, проти православної казенщини. напружені шукання живої церкви в російському православ'ї». Організація «Живої Церкви» розглядалася як своєрідний підсумок цих шукань — «земне православ'я нашого часу».
Окрема увага приділялася питанню «білого епископата», супротивного «узурпації Верховної влади в церкві ченцями-архієреями». Чернецтво, що зберігається як особистий подвиг, підлягало «реформуванню» в «православно-трудові братерства». У доповіді знаходилася рішуча вимога автокефалії української і інших православних національних церков.
У своїх публікаціях 1920-х рр. І, що публікувалися в радянській пресі. Філевський повністю засвоює прийняту в них мову, викриває «контр-революцію», «монархічну білогвардійщину» в Церкві і так далі.

## Основні праці
- Філевський И. свящ. Учение Православной Церкви о Священном Предании. Апологетическое исследование. Харьков, 1902.
- Філевський И. Христианская религия и культура: (2-е религиозно-философское письмо) // Миссионерское обозрение. 1902 г.
- Філевський И. Наша земледельческая культура и Церковь //Вера и Церковь: Духовный, философско-апологетический журнал. 1901 г. Т. 2.
- Філевський И. По поводу литературных толков о графе Л. Н. Толстом: Ответ на «Письмо неизвестного» Н. Страхова". Харьков, 1892. 29 с.
- Філевський И. Пустословствования светского богослова: (По поводу статьи г. Розанова в № 8987 «Нового времени»: «Тема нашего времени») // Странник: Духовный журнал. 1901 г. Т. 2.
- Філевський И. Христианская религия и культура: (2-е религиозно-философское письмо // Миссионерское обозрение. 1902 г. Т.2.
- Філевський И. О духе и плоти: (Религиозно-философское письмо) // Миссионерское обозрение. 1902 г. Т.1.
- Філевський И. Христианская религия и культура: (2-е религиозно-философское письмо // Миссионерское обозрение. 1902 г. Т.2.
- Філевський И. Об отношении к жизни и смерти в язычестве и христианстве: (3-е религиозно-философское письмо) // Миссионерское обозрение. 1902 г. Т.2.
- Філевський И. По поводу картины И. Е. Репина «Иди за Мною, сатано» на XXXII передвижнической выставке. СПб., 1904.
- Філевський И. О значении вопроса о Предании в наше время: Речь перед защитой 28 октября 1902 г. в Киевской духовной академии магистерской диссертации на тему: "Учение православной Церкви о св. Предании. Апологетическое исследование // Вера и Церковь. 1902. Т.2.
- Філевський И. О церковных законах в Древне-Киевской Руси: К вопросу об источниках и основах Древне-Русского церковного права и управления. Харьков, 1905. 60 с.; Его же. Цельс и Ориген: Из лекций по Апологетическому богословию, читаных студентам в 1907—1908 и 1908—1909 гг. Харьков, 1910. 85 с.
- Філевський И. Культ науки и христианская религия: (По поводу книги проф. І. І. Мечникова «Этюды о природе человека») // Вера и Церковь. 1904 г.
- Філевський И. О союзе между верой и наукой. Харьков, 1908. 12 с.
- Філевський И. Апология патриаршества // Церковная газета. № 24 — 25. 1906.
- Філевський И. Что раньше: Собор или Учредительное Собрание? // Южный край. № 14122. 1917. 11 июля.
- Філевський И. О кандидатах на харьковскую кафедру / І. Філевський // Южный край. № 14140. 1917. 21 июля.
- Філевський И. Письмо в редакцию // Южный край. № 14176. 1917. 11 августа.